# Vaakua
Vaakua är en ö i Finland. Den ligger i Skärgårdshavet eller Bottenhavet och i kommunen Nystad i den ekonomiska regionen  Nystadsregionen i landskapet Egentliga Finland, i den sydvästra delen av landet. Ön ligger omkring 61 kilometer nordväst om Åbo och omkring 210 kilometer väster om Helsingfors.
Öns area är 4,4 kvadratkilometer och dess största längd är 3,4 kilometer i sydöst-nordvästlig riktning. Ön höjer sig omkring 20 meter över havsytan.